# Ulm (Arkansas)
Ulm è un comune degli Stati Uniti d'America, situato in Arkansas, nella contea di Prairie.